# Тулиса Контоставлос
Тулиса Контоставлос (енгл. Tulisa Contostavlos; Лондон, 13. јул 1988) је британска певачица, текстописац и глумица. Некадашња је чланица хип хоп групе N-Dubz.
Рођена је у Лондону, а њена мајка Ен Бирн је Иркиња и отац Стив Контоставлос је грчког порекла. Била је две сезоне члан жирија британског X фактора, када ју је заменила Шерон Озборн. Године 2012. понела је титулу најлепше жене света, према избору часописа ФХМ. Дана 26. новембра 2012. године објавила је деби албум The Female Boss, који није имао великог успеха.
Током 2012. године била је у краткој вези са глумцем Џеком О'Конелом.

## Дискографија
| Година | Назив | Издавач |
| ------ | ----- | ------- |
| 2012.  |       |         |